# King of All Kings
King of All Kings är det amerikanska death metal-bandet Hate Eternals andra studioalbum, släppt september 2002 av skivbolaget Earache Records.

## Låtförteckning
1. "Our Beckoning" (instrumental) – 0:49
2. "King of All Kings"  – 2:49
3. "The Obscure Terror"  – 3:53
4. "Servants of the Gods"  – 2:56
5. "Beyond Redemption"  – 3:08
6. "Born by Fire"  – 3:43
7. "Chants in Declaration"  – 4:05
8. "Rising Legions of Black"  – 3:24
9. "In Spirit (The Power of Mana)"  – 4:31
10. "Powers That Be"  – 4:30

- Text och musik: Erik Rutan (spår 1, 3, 4, 7, 9, 10), Erik Rutan/Jared Anderson (spår 2, 5, 6, 8)

## Medverkande
Musiker (Hate Eternal-medlemmar)
- Erik Rutan – sång, gitarr
- Derek "one take" Roddy – trummor, percussion
- Jared Anderson – basgitarr, bakgrundssång

Produktion
- Erik Rutan – producent, ljudtekniker, ljudmix, mastering
- Shawn Ohtani – ljudtekniker
- Matt Vickerstaff – omslagsdesign
- Peter Tsakiris – omslagsdesign
- Andreas Marschall – omslagskonst
- Jennifer Gedeon – logo